# Wolfgang Abel
Wolfgang Abel (13 mai 1905 à Vienne; 1er novembre 1997 à Mondsee, Haute-Autriche) est un anthropologue et théoricien des races nazi.

## Biographie
Wolfgang Abel, fils du paléontologue Othenio Abel, travaille à partir de 1931 au Kaiser-Wilhelm-Institut für Anthropologie, menschliche Erblehre und Eugenik (Institut de l'Empereur Guillaume d'anthropologie, d'hérédité et d'eugénisme, KWI). En 1933, il s'inscrit au Parti nazi. Il prend part à la stérilisation forcée d'enfants issus de relations entre des Allemandes et des soldats français coloniaux "de couleur" qui ont été procréés à l'époque de l'Occupation de la Ruhr (les « bâtards de Rhénanie »). À ce propos, il écrit un article en 1934 dans le journal Neues Volk titré « Bâtards-sur-Rhin ». La même année, à la suite de son action dans le KWI, Abel devient chargé de cours en anthropologie ainsi que vice-directeur du département Protection de la race de la Deutsche Hochschule für Politik (Grande-École allemande de politique).
Après son adhésion à la SS en 1935, il travaille en tant qu'expert pour le Rasse- und Siedlungshauptamt (Bureau pour la race et le peuplement) et comme chef évaluateur pour le Reichssippenamt (Administration d'État pour l'ethnie). Au KWI, Wolfgang Abel monte en grade et devint directeur du département Rassenkunde (Recherche raciale). En juillet 1941, il est nommé professeur extraordinaire. Déjà auparavant assistant de l'eugéniste Eugen Fischer, il devient en 1942 son successeur à la chaire de biologie raciale. En outre, il travaille à cette époque pour le Haut-commandement de l'armée de terre.
Dans le cadre du Generalplan Ost (Plan général pour l'Est), Abel élabore en mai 1942 un plan pour une « mise au pas progressive de la race russe » à travers lequel il voulait germaniser les « Russes de type nordique » et reléguer le reste en Sibérie.
À la suite de son activité comme enseignant en anthropologie au KWI, Wolfgang Abel 1943 prend la direction du Institut für Rassenbiologie (Institut de biologie raciale) de la Deutsche Hochschule für Politik.
Après 1945, il vit en Autriche comme rentier.